# Жан-Франсуа Жиль
Жан-Франсуа Жиль (4 травня 1946) — бельгійський хокеїст на траві. Грав за клуб «Рояль Леопольд» з Брюсселя. Увійшов до складу збірної Бельгії на літніх Олімпійських іграх 1968 в Мехіко, де вона посіла 9-те місце. Грав на позиції нападника, зіграв 7 матчів і забив 4 голи: по одному у ворота збірних Мексики, Нової Зеландії, Японії та Франції). Учасник літніх Олімпійських ігор 1972 в Мюнхені, де його збірна посіла 10-те місце. Грав на позиції нападника, зіграв 8 матчів і забив 2 голи: по одному у ворота збірних Франції та Уганди). Учасник літніх Олімпійських ігор 1976 у Монреалі, де його збірна посіла 9-те місце. Грав на позиції нападника, зіграв 6 матчів і забив 1 гол у ворота збірної Іспанії.